# Nodahanshin (métro d'Osaka)
Nodahanshin (野田阪神駅, Nodahanshin-eki) est une station du métro d'Osaka sur la ligne Sennichimae dans l'arrondissement de Fukushima à Osaka.

## Situation sur le réseau
La station Nodahanshin est située au début de la ligne Sennichimae.

## Histoire
La station a été inaugurée le 16 avril 1969.

## Services aux voyageurs

### Accès et accueil
La station est ouverte tous les jours.

### Desserte
- Ligne Sennichimae :
  - voie 1 : direction Minami-Tatsumi
  - voie 2 : terminus

Installations et desserte
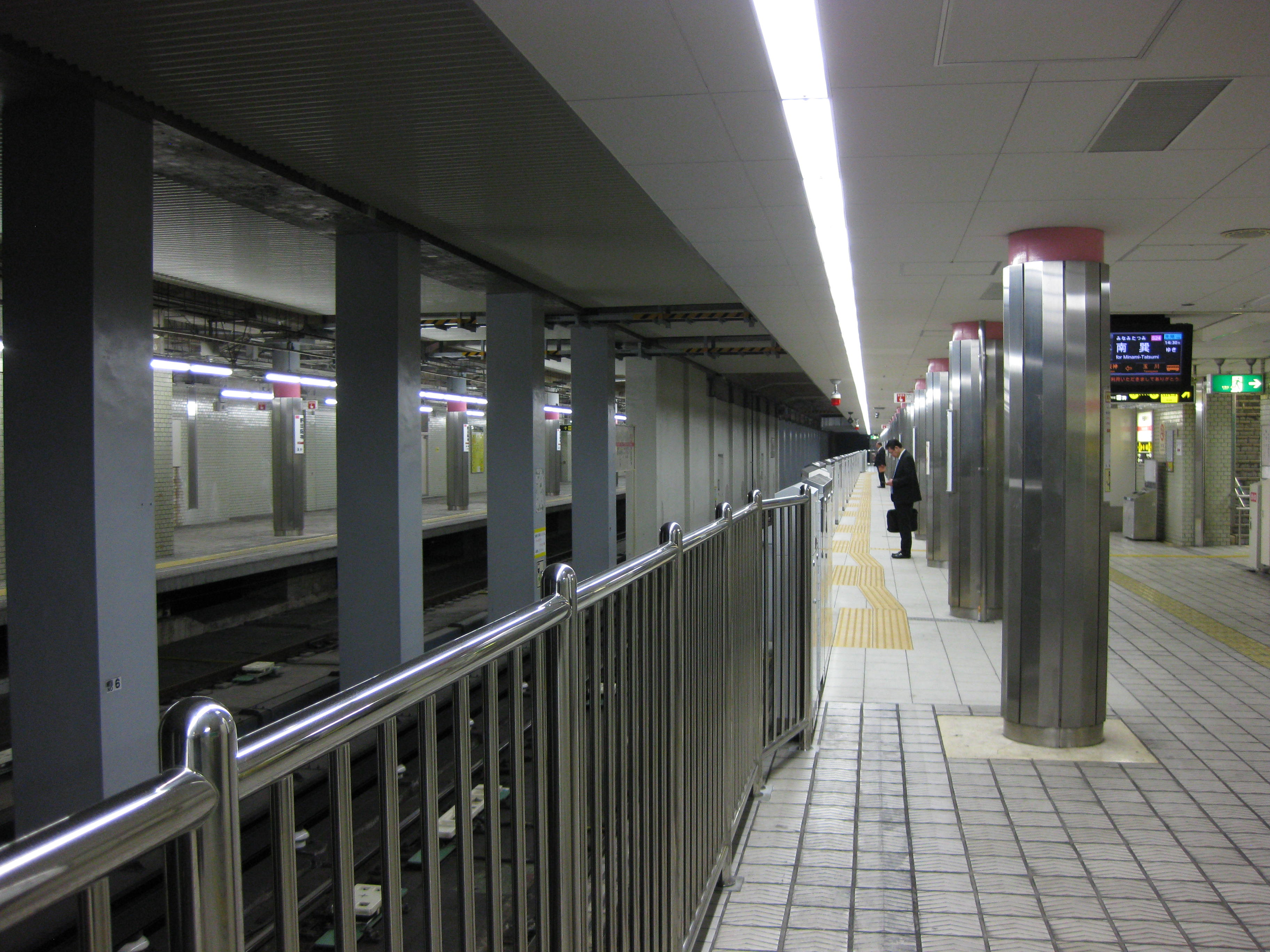
Quais de la ligne Sennichimae
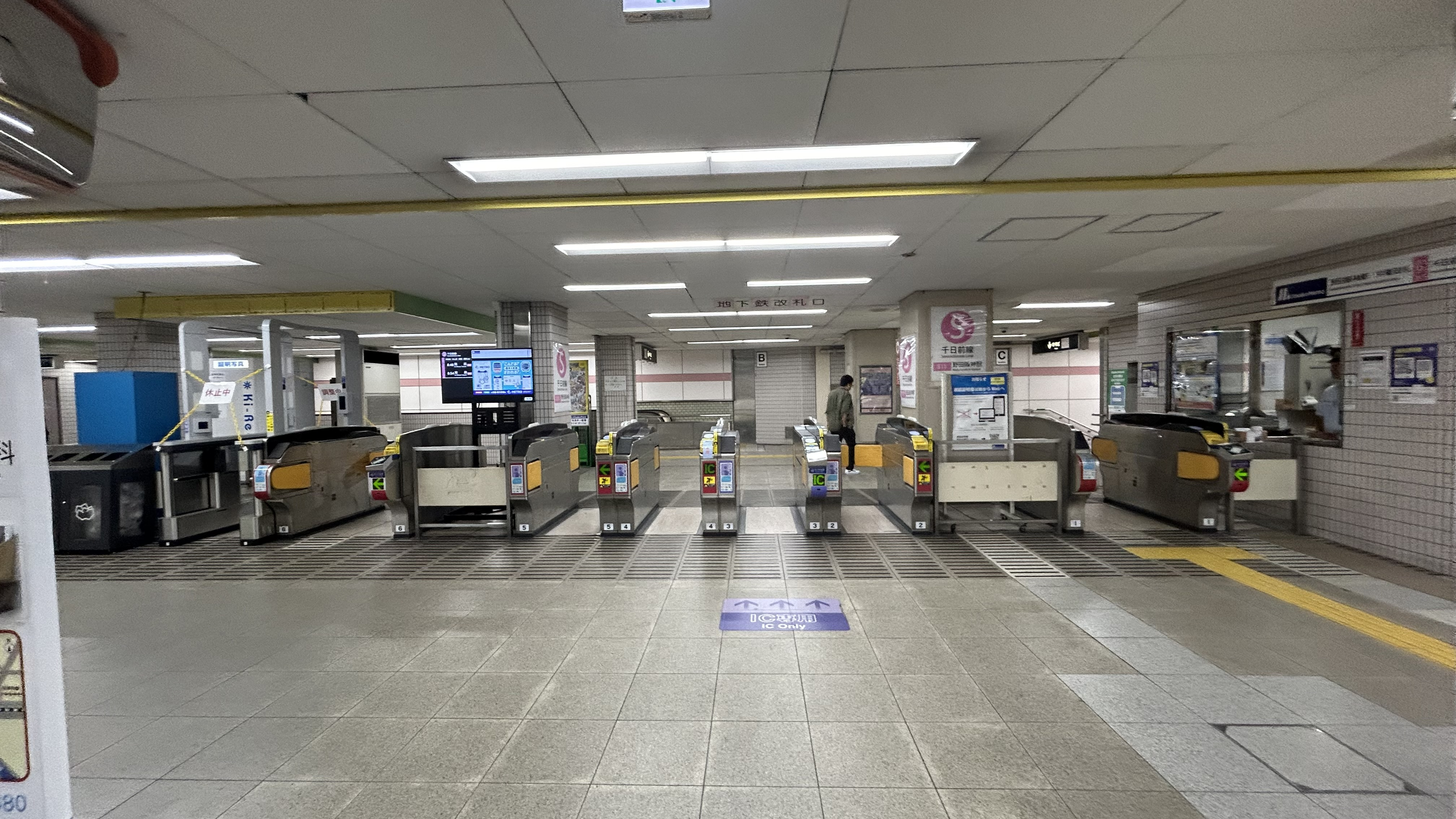
Ligne de contrôle

### Intermodalité
Les gares d'Ebie (ligne JR Tōzai) et de Noda (ligne principale Hanshin) sont situées à proximité.

## Dans les environs
- Siège de la compagnie Hanshin Electric Railway.